# BackupHDDVD
BackupHDDVD (バックアップエイチディーディーブイディー) は、AACSによるコピーガードが施されている市販HD DVDの解読を支援する小型のユーティリティソフトである。作者はMuslix64というハンドルネームの匿名プログラマ。BackupHDDVDでHD DVDを解読してバックアップすると、HDCP非対応のハードウェアでコンテンツの再生可能となる。BackupHDDVDにはコマンドライン版とグラフィカルユーザインターフェース (GUI) 版があり、ソースコードもネット上に公開されたが、ライセンス条件は指定されていない。
BackupHDDVDはAACSの保護機構を回避するユーティリティとしてはその存在が公になった初めてのものである。BackupHDDVDはAACSがAESを使って暗号化した映像データを直接復号することでAACSを無力化している。AACSの保護機構を回避するため、コンテンツプロバイダがデバイスキーを無効化（→AACSとBackupHDDVDの手法の項を参照）しても意味がない。ただし暗号の解読にはデバイスキーとは別の暗号キーが不可欠であり、ユーザーは市販の再生ソフトから漏れたこれらのキーを独自に入手する必要がある。BackupHDDVDの作者、またはソフト自体はキーを入手するための支援を提供していない。

## 経緯
BackupHDDVDの作者「Muslix64」によると、このユーティリティを開発した動機はAACSで保護されたコンテンツをHDCP非対応の機器でも1080pのHD画質で鑑賞できるようにするためだったという。HD DVDが市場に出始めたころはHDCP対応のモニターやグラフィックカードが少なく、AACSで保護されたコンテンツをHDCP非対応環境で再生しようとすると、再生ソフトによっては出力画質がDVD画質に落とされるか、または再生できない場合があった。そこで、「Muslix64」はAACSの保護機構を回避することを考えた。
2006年12月18日、BackupHDDVDを使って映画『フルメタル・ジャケット』の暗号を解除し、ハードディスクにコンテンツをバックアップする様子が録画された動画がYouTubeにアップロードされた。その2日後、ソースコードとドキュメントが添えられた形でBackupHDDVDの初期バージョンがネット上のファイルホストにアップロードされ、DVDのバックアップに関する話題などを扱うウェブサイト「Doom9」のフォーラムにファイル一式へのリンクが作者によって投稿された。ユーティリティのドキュメントやフォーラムへの投稿では、必要なキーをどうやって入手できるかについてはほとんど触れられていなかった。作者は別の投稿で、再生ソフトがキーをメモリーに格納することを利用して暗号キーを入手できることを説明した。
2007年1月2日、ボリュームキーを使ってディスクをバックアップする機能を付加したBackupHDDVDバージョン1.0が作者によって投稿された。しかし、作者の示した方法でキーの取得に成功したという報告はBackupHDDVDの公開後すぐにはなかった。同1月中旬、作者とは別のメンバーによって1つのボリュームキーがDoom9のフォーラムに投稿された。投稿された記事にはその取得方法が説明されており、さらに他のメンバーたちによってさまざまな映画タイトルのキーが次々と取得された。以降、多数のディスク用キーがインターネットから入手可能となった。
BackupHDDVDの開発はその後SourceForge上のプロジェクトとして継続されたが、2月下旬になって米国デジタルミレニアム著作権法 (DMCA) 違反の疑いがあるとして同ユーティリティの掲載停止を要求する通知がSourceForgeに対してなされたため、プロジェクトは直ちに除去された。BackupHDDVDは原作者以外のプログラマによるバージョンもいくつか公開された。中にはGUIを備え、キーをインターネット上やメモリから自動検索する機能が搭載されたバージョンもあった。たとえば、HDDecrypterはBackupHDDVDをC言語に移植してWindows GUIを組み込んだマルチスレッド動作対応の派生ユーティリティであり、他のJavaベース型ユーティリティよりも処理が高速である。BackupHDDVDの開発は途絶えたが、Slysoft社よりAnyDVD HDという名の市販ソフトがHD DVDの暗号解読用に発売された。このソフトはタイトルキーやボリュームキーを必要としない代わり、流出したAACSプロセスキーまたはメディアキーを使い、AACSで保護されたディスクをバックアップしたり、画質の制限なく鑑賞したりすることを可能としている。

## AACSとBackupHDDVDの手法

AACS復号手順の概念図

AACS ライセンシングアドミニストレータ (AACS LA) は各デバイス製造者に固有の暗号化キーを253個割り当てる。AACS保護が施されたディスクに含まれる動画コンテンツはタイトルキーと呼ばれる最大64個のキーで暗号化される。タイトルキーはディスクに記録されるが、このときタイトルキー自体もボリュームユニークキーと呼ばれる別のキーで暗号化される。一方、再生時の認定デバイスは各ディスクのメディアキーブロックを参照してプロセスキーを取得した後、そのディスクのボリュームユニークキーを復号する。認定デバイスがメディアキーブロックからプロセスキーを取得するときにも復号が必要であり、この作業には製造者に割り当てられたデバイスキーの1つまたは複数が使用される。プロセスキーが取得されると、ボリュームキーとタイトルキーの復号へと処理が進み、最終的にコンテンツが復号される仕組みとなっている。
あるデバイスキーが無効化されると、それ以降に製造されるディスクのメディアキーブロックは、無効化されたデバイスキーでは有効なプロセスキーを取得できないように暗号化される。したがって、新しく製造されたコンテンツを再生するには、再生ソフトを最新版にアップグレードする必要があるが、それによって以前に流出したキー情報を利用した再生はできなくなる。デバイスキーまたはプロセスキーを使えばより多くのディスクを復号できる可能性はあるが、BackupHDDVDではこれらを使用していない。これは、これらのキーはAACS LAがいつでも無効化できるためである。AACS LAによってデバイスキーが無効化されると特定のデバイス（または再生機器）で有効なボリュームユニークキーを取得できなくなる。AACS LAの無効化策による影響を避けるため、BackupHDDVDは再生ソフトから得られたボリュームキーとタイトルキーを使うことでデバイスキーのやり取りと認証プロセスをバイパスし、AACSの保護機構そのものを回避している。

## 機能と制限事項
BackupHDDVD（派生バージョンのほとんどを含む）を使って実際に復号、バックアップを行うには、ユーザーが独自に復号用のキーを用意する必要がある。ユーティリティソフトはテキストファイルに記入されているボリュームキー、タイトルキーを読み込み、ドライブに挿入されているディスクに合致するキー一式を検索する。合致するキーが見つかると、通常のAESライブラリに従ってディスク上の各動画ファイルが復号され、ユーザーが指定した場所に保存される。動画ファイルを直接復号するのでデバイスキーの変更には影響されない。また、AACSの保護機構を回避しているため、これを復号するためのオーバーヘッドも生じない。
元来、BackupHDDVDは概念実証を目的として開発されたユーティリティであったため、機能面の制約が大きく市販ディスクの完全なコピーを作成することはできなかった。たとえば、初期のバージョンではHD DVD-Videoが組み込まれたHD DVDを正しく復号できなかった。後のバージョンでは、復号されたコピーにこの部分を含めないことで問題を回避している。BackupHDDVDはメニューやチャプター、副音声、字幕の設定にかかわるナビゲーション機能の部分を処理できないため、コピーではこれらの機能が省かれた形となる。ほとんどのバージョンがキーの検証を行わないため、キーが誤っている場合でも復号を試行し、その結果データが破損したファイルが出力されることがある。

## 適法性
米国では、BackupHDDVDはデジタルミレニアム著作権法 (DMCA) の規定に基づいて「保護される著作物へのアクセスを効果的にコントロールする技術的手段を回避」することを主たる目的とするデバイスとされる可能性がある。そのようなデバイスであると認定された場合、BackupHDDVDの使用または配布は違法となる。DMCAはアメリカ合衆国の著作権法におけるフェアユース規定の解釈には影響を与えないため、本ユーティリティを使った暗号や互換性に関する研究や、私的使用のための複製には著作権保護機構の技術的回避を禁止する規定は適用されない。

## 周囲の反応
BackupHDDVD に対するDoom9フォーラムメンバーやブロガー、主流メディアの反応は好意的なものから激しい敵意に満ちたものまで、さまざまであった。AACSの保護機構を回避することはフェアユースの範囲内であるとする意見もあれば、BackupHDDVDは海賊版作成用のツールに過ぎず、このツールのせいで再生ソフトが無効化されて多数のユーザーが巻き添えになるかもしれないと考える者もいた。中には、BackupHDDVDの支持者をテロリストに例えるものすらあった。BackupHDDVDが最初に公開されたときに「AACSの保護技術が解読された」とする報道が複数あったが、実のところAACSに使用されているAESを解除する脆弱性が発見されたわけではなく、暗号キー自体はサイドチャネル攻撃によって入手されている。
BackupHDDVDの公開直後には、このユーティリティの出現によってHD DVDのセキュリティが破られたことを理由に映画配給会社が競合規格であるブルーレイの採用へと傾くのではないかとの見方もあったが、続いてブルーレイのAACS実装も似たような方法で回避されてしまった。ただし、ブルーレイにはBD+と呼ばれる追加の保護機構が用意されている。
また、BackupHDDVDの作者がキーの入手に使用したメーカーの再生ソフトは無効化されて使えなくなってしまうのではないかとの憶測が飛び交った。これに対し、再生ソフトPowerDVDを販売するCyberLink社は即座に自社ソフトではキーを入手できないことを発表した。他方、ボリュームキーとタイトルキーの入手に使われた再生ソフトWinDVDを販売するコーレル社は沈黙を守った。両社とも、その後再生ソフトのアップデートを提供している。
HD DVD規格を推進するコンソーシアムや同規格を採用していた映画配給会社は問題のユーティリティについて調査をしているというコメントのみを公式に発表した。2007年1月24日、AACS LAはAACSの保護機構に関する脆弱性が利用されたことを認める発表を行い、再生ソフトメーカーに対してメモリー内へのキー格納をより厳重に扱うよう求めた。同年4月下旬以降に生産されたディスクでは、暗号キーの流出原因となったPowerDVDとWinDVDの各バージョンが無効化された。影響を受けたバージョンの所有者に対しては、無料のアップデートが提供されている。

## 関連記事
- デジタル著作権管理
- HDMI